# Cine de Argentina

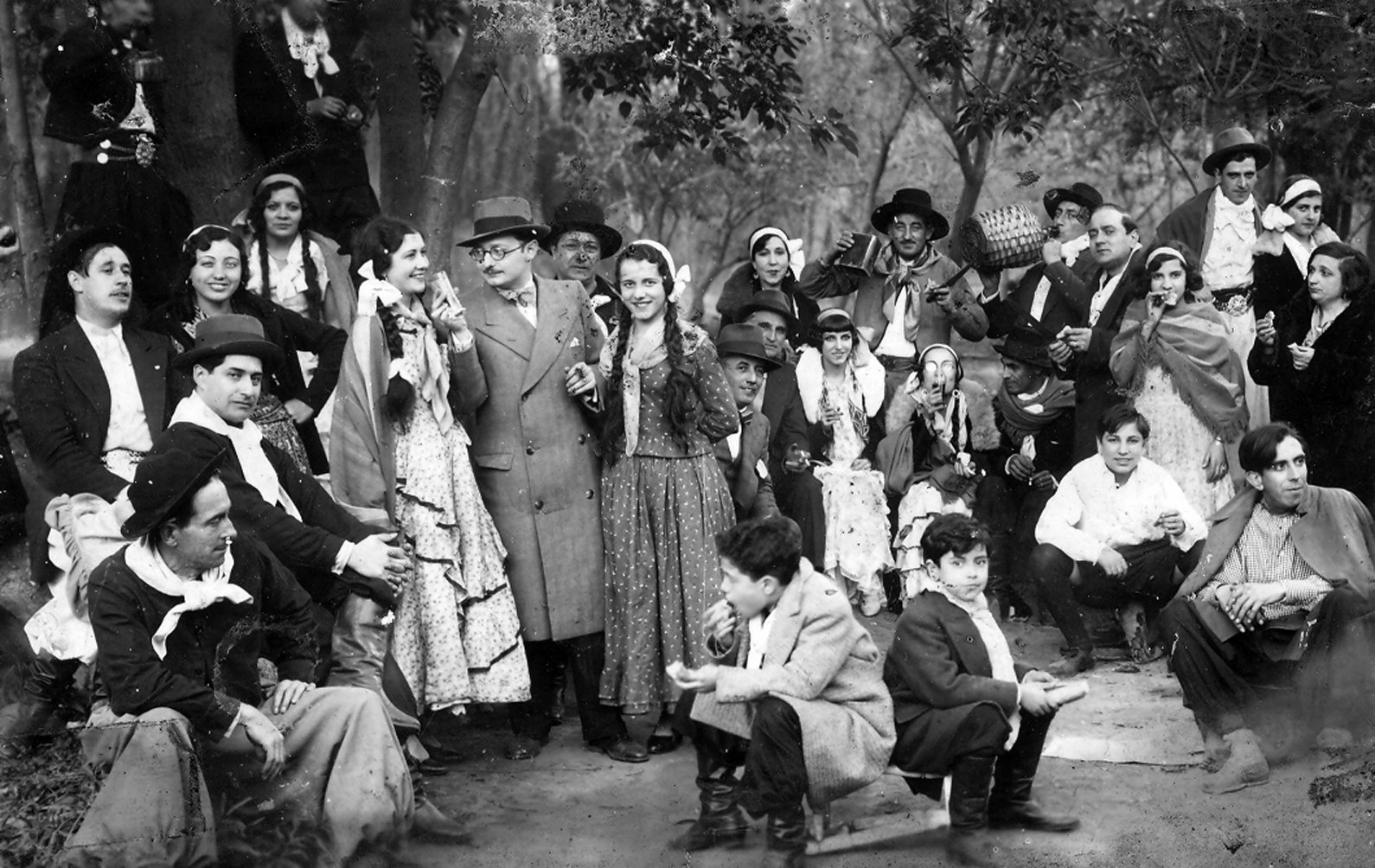
Escena del filme Nobleza gaucha (1915), que costó 20 000.00 pesos y recaudó 600 000.00 pesos, llegó a darse en simultáneo en veinticinco cines porteños, además de España, Brasil y otros países latinoamericanos.

El cine de Argentina es uno de los más desarrollados del ámbito latinoamericano. Cuenta con el promedio de salas por persona más alto de América Latina. A lo largo del siglo XX, la producción argentina, apoyada por el Estado y avalada por el trabajo de una larga lista de directores y artistas, se convirtió en una de las principales del mundo en castellano. Los primeros largometrajes animados, mudos y sonoros fueron realizados por Quirino Cristiani. Dos películas fueron galardonadas con el premio Óscar a la mejor película internacional, La historia oficial (1985), dirigida por Luis Puenzo y el El secreto de sus ojos (2009), de Juan José Campanella. El cine argentino ha cosechado numerosos galardones internacionales: los Premios Goya, los del Festival Internacional de Cine de Berlín, Festival de Cine de Cannes y, en la región, los del Festival Internacional del Nuevo Cine Latinoamericano de La Habana, entre otros.
Según estadísticas del INCAA las películas más vistas del cine argentino en el siglo XXI son Relatos salvajes (2014), de Damián Szifron (3.9 millones), El Clan (2015), dirigida por Pablo Trapero (2.6 millones), El secreto de sus ojos (2009), de Campanella (2.4 millones), Metegol (2013), de Campanella (2.1 millones) y El robo del siglo (2020), dirigida por Ariel Winograd (2 millones). Merecen mención Nazareno Cruz y el lobo (1975), de Leonardo Favio (3.3 millones), El santo de la espada (1970), de Leopoldo Torre Nilsson y Juan Moreira (1973), de Favio, (2.41 millones).
Del período del cine clásico argentino, entre las décadas de 1930 y 1950, algunas de las películas más aclamadas son Prisioneros de la tierra (1939), La guerra gaucha (1942), Las aguas bajan turbias (1952), Apenas un delincuente (1949), Los isleros (1951), La vuelta al nido (1938), Así es la vida (1939), La dama duende (1945), Más allá del olvido (1956), Fuera de la ley (1937), Los martes, orquídeas (1941), Mujeres que trabajan (1938) y No abras nunca esa puerta (1952), entre otras. En el cine erótico fueron de mucha popularidad en toda América Latina las películas del Armando Bó protagonizadas por Isabel Sarli.

## Historia

### Años pioneros (1896-1920)
Los primeros quinetoscopios de Thomas Edison llegaron a Buenos Aires en 1894, pero las proyecciones de películas  fueron posibles gracias a los cinematógrafos de los hermanos Lumière, con los que se hicieron una serie de presentaciones el 28 de julio de 1896 en el Teatro Odeón. Esta primera exhibición fue organizada por el empresario de la sala, Francisco Pastor, y el periodista Eustaquio Pellicer, más tarde uno de los fundadores de la revista Caras y Caretas y Fray Mocho. Entre las proyectadas estuvo La llegada del tren, del sello Lumière, la cual «provocó el pánico entre algunos espectadores de la tertulia alta, uno de los cuales al ver la locomotora que avanzaba se lanzó a la platea, lastimándose». El negocio del cine estaba a cargo de tres inmigrantes europeos: el comerciante de artículos fotográficos belga Henri Lepage, su socio austriaco Max Glücksmann y el camarógrafo francés Eugène Py. La nacionalidad de esos precursores fue integrada al cine en el bullente fenómeno inmigratorio que caracterizó a la Argentina de fines del siglo XIX y comienzos del siglo XX.
Las cámaras francesas Elgé, fabricadas por Gaumont, llegaron a Buenos Aires en 1897. Con una de ellas comenzó a filmar a manera de ensayo Eugène Py, produciendo la primera película del país, La bandera argentina. Se trató de una filmación de cerca de diecisiete metros, que capturó el flamear de la bandera argentina en el mástil de la Plaza de Mayo, frente a la Casa Rosada.
El 25 de octubre de 1900 se realizó la primera filmación cinematográfica de la Argentina, el registro de la visita del presidente de Brasil, Manuel Ferraz Campos Salles, al presidente Julio A. Roca. Esta filmación estuvo a cargo de Casa Lepage, del Barón belga Henri Lepage, dedicada a la venta de artículos importados para fotografía que funcionaba en uno de los locales comerciales del Pasaje Belgrano, al cual se entra por Bolívar 375. El francés Eugenio Py, fotógrafo de la Casa Lepage realizó la filmación. En 1908, Casa Lepage fue adquirida por el austríaco Max Glucksmann, quien trabajaba desde 1891 como fotógrafo en dicha casa, y abrió más de sesenta salas de exhibición en Argentina, Uruguay, Paraguay y Chile. (Glucksmann fue además con quien Carlos Gardel grabó sus primeros discos).

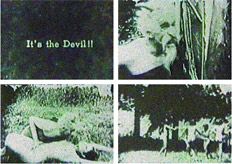
El Sartorio, filmado en la Argentina entre 1907 y 1912, es quizás el film pornográfico más antiguo del que se tenga registro.

A comienzos del siglo XX, Argentina fue quizás el primer centro de producción de películas pornográficas del mundo. Se considera que el cine porno nació en Francia casi a la par del medio cinematográfico, pero en Buenos Aires se capitalizó su producción clandestina, conocidas como stag films o smokers. Hacia 1905, las compañías Pathé y Gaumont derivaron la producción de porno hacia Argentina para evitar la censura del gobierno francés. Los autores David Kerekes y David Slater señalan que en la zona roja de Buenos Aires de principios de 1900 se filmaron, proyectaron y exportaron las primeras películas porno a compradores privados del mundo. Estas películas no estaban destinadas al consumo local ni popular, sino que eran un «entretenimiento sofisticado para el disfrute de la clase acomodada del viejo continente». Sobre los orígenes del cine clandestino, Arthur Knight y Hollis Alpert explicaron que las películas hardcore eran enviadas por barco desde la Argentina a compradores privados, la mayoría en Francia e Inglaterra, también en Rusia y los Balcanes. En su biografía de Eugene O'Neill, Louis Sheaffer contó que el dramaturgo viajó a Buenos Aires en aquella década y que frecuentaba las salas de proyección de cine porno en Barracas. La película argentina El Sartorio (o El Satario) es quizás el film porno más antiguo del que se tenga registro, teoría que sostienen varios autores. Filmada entre 1907 y 1912 en la ribera de Quilmes o la ribera paranaense en Rosario, muestra a seis ninfas desnudas sorprendidas por un sátiro o fauno, el cual captura a una para tener sexo en una variedad de posturas, incluyendo el 69. El Sartorio se encuentra al resguardo del archivo del Kinsey Institute, la colección más amplia de stag films del mundo.
En las dos primeras décadas del siglo XX los productores argentinos advirtieron la idoneidad del cine como medio para la educación patriótica que, ligada a un discurso nacionalista, proponía una recuperación de la tradición como vía para lograr la unificación nacional. La ciudad había crecido en forma desproporcionada y desde el poder empezó a plantearse fuerte la necesidad de crear un sentimiento de pertenencia a la nación, una identidad argentina que permitiera homogeneizar al conglomerado criollo-inmigratorio. La educación era el principal instrumento; el cine, por su carácter masivo, era un medio ideal para la configuración de un imaginario colectivo y para la difusión de una modernidad que comenzaba a instalarse en el país desde el proyecto de la Generación del 80, asociado a un discurso positivista que había comenzado a instalarse desde fines del siglo XIX en ciertos círculos influenciados por el determinismo biologicista europeo.

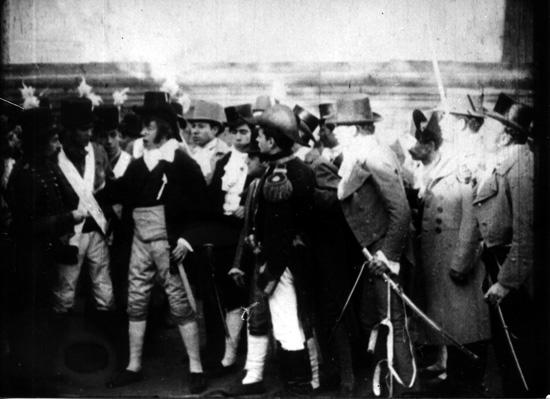
Fotograma restaurado de La Revolución de Mayo (1909).

El discurso nacionalista encontró su mejor expresión en obras de ficción que recreaban episodios históricos como La Revolución de Mayo (1909), El fusilamiento de Dorrego (1908), Amalia, entre otras, o en aquellas que alentaban símbolos de identificación con el criollismo, la utopía agraria o el culto al honor, como Güemes y sus gauchos (1910) o Juan Moreira (1913).
El discurso positivista consideró más propicio para la exaltación de los progresos técnicos y científicos de la modernidad al cine noticiario o documental, con filmes como Operación de quiste hidatídico de pulmón (1889-1900), La expedición de la corbeta Uruguay al Polo Sur (1903) o Fels, Goubat, Zanni, Maselas y Paillete en El Palomar (1912), que manifestaban esta idea de un progreso indefinido y una fe ciega en la ciencia y «asociaban estas proezas a la superioridad social y cultural de la elite gobernante».
No se trataba solo de lo que se mostraba, sino que aquello no incluido tenía significación en la idea de país que se quería difundir, y de ahí la ausencia de crítica social o política, de ciertos actores sociales e incluso ciertos espacios del país a menos que aparecieran en contextos precisos como, por ejemplo, el de la beneficencia, donde las clases más privilegiadas asistían y aliviaban a los desfavorecidos, como en las películas de Max Glücksmann, Reparto de ropa a niños pobres en el Tigre (1913), El plato de sopa (1910), Asociación asistencia a domicilio a enfermos pobres (1916) o Patronato de la infancia. Visita a escuela agrícola de Claypole, Provincia de Buenos Aires (1919), entre otros.

### Las primeras ficciones (1908-1914)
El cine se volvió más atractivo cuando comenzó a contar historias, lo que incentivó la producción y distribución. La primera película argumental del país fue El fusilamiento de Dorrego, estrenada el 24 de mayo de 1908.
En 1909, Julio R. Alsina instaló un laboratorio y una galería de filmación, la primera de su tipo en el país. Filmó películas similares a las de Gallo, entre ellas Facundo Quiroga y Avelino Viamonte.

### Auge y crisis del cine mudo (1915-1932)

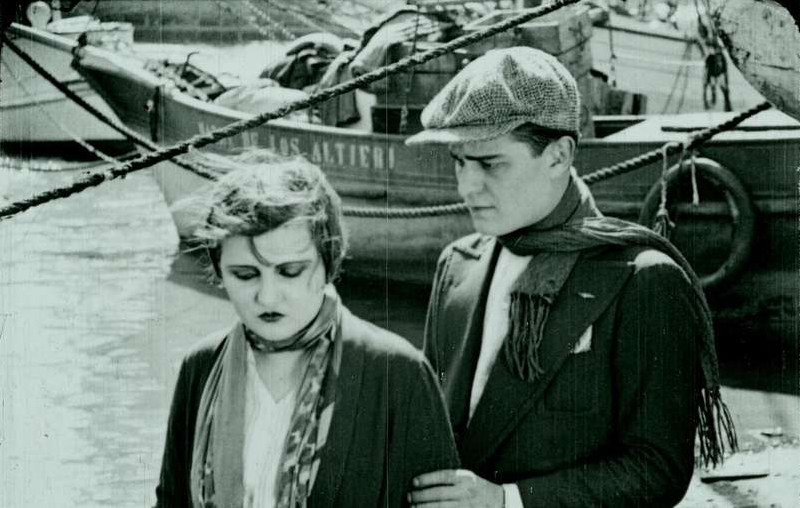
María Turgenova y Ermete Meliante en Perdón, viejita (1927), de José Ferreyra, una de las pocas películas argentinas del período mudo que se conservan completas.

Nobleza gaucha (1915) constituyó un punto de inflexión en la cinematografía argentina, abriéndole nuevos caminos artísticos y económicos.
El investigador Lucio Mafud afirma que comprobó en diarios de la época que Angélica García Mansilla ya había dirigido en 1915 el filme Un romance argentino, por lo que no sería exacto lo que indican otros autores en el sentido de que Emilia Saleny fue la primera mujer cineasta de América del Sur. Su primera película, la única que sobrevive, es El pañuelito de Clarita (1917), pionera del género infantil en el país.
La figura más destacada del cine mudo argentino fue José Ferreyra, apodado «el Negro». El análisis crítico lleva a concluir que Ferreyra fue un «improvisado de natural talento», desarrolló la trama mientras filmaba y trabajando durante muchos años sin escribir ningún guion. Así nacieron La muchacha del arrabal (1922), Buenos Aires, ciudad de ensueño (1922), Melenita de oro (1923), Organito de la tarde (1925), Muchachita de Chiclana (1926), La costurerita que dio aquel mal paso (1926) y Perdón, viejita (1927). Estos dramas sociales se enfocaban en el ambiente de los barrios pobres de Buenos Aires, y eran sentidos como auténticos y populares. Los personajes y oposiciones de estas obras eran típicos de los sainetes y tangos, el mismo Ferreyra escribía tangos para ser cantados antes, durante o después de la proyección. El tratamiento que hace el cineasta de estos personajes populares, típicos del arrabal porteño, presenta influencias del poeta Evaristo Carriego. La importancia de la obra de Ferreyra rebasó al período mudo, pasó a ser el «orientador intuitivo y dotado de toda una corriente popular del primer cine argentino sonoro».

### Período clásico-industrial (1933-1955)
La Época de Oro del cine argentino, a veces conocida indistintamente como el más amplio período clásico o clásico-industrial, es una era en la historia del cine de Argentina que comenzó en los años 1930 y duró hasta los años 1940 o 1950, dependiendo de la definición, durante la cual la producción cinematográfica nacional pasó por un proceso de industrialización y estandarización que implicó el surgimiento de la producción en masa, el establecimiento del sistema de estudios, géneros y estrellas, y la adopción del modo de representación institucional (MRI) que fue principalmente —aunque no exclusivamente— difundido por Hollywood, convirtiéndose rápidamente en una de las industrias cinematográficas más populares en América Latina y el mundo hispanohablante.
Se acepta generalmente que el advenimiento de la era del sonoro en 1933 marcó el inicio de la industrialización en el cine argentino. El historiador de cine Domingo Di Núbila, quien introdujo el concepto de la Época de Oro, sitúa este periodo entre 1933 y 1942. Los autores que equiparan la Época de Oro con el denominado período «clásico» o «clásico-industrial», como Claudio España y sus colaboradores, sitúan su final en 1956, con la crisis y declive del sistema de estudios. Según Fernando Martín Peña, la industria cinematográfica argentina se consolidó como tal alrededor de 1938 y dejó de existir hacia 1948, aunque también escribió que la Época de Oro terminó definitivamente en 1956 con la crisis desencadenada por la nueva dictadura. Otros autores, como Peter H. Rist y Jorge Finkielman, restringen la Época de Oro entre 1937 y 1942, los años de mayor producción y dominio internacional.

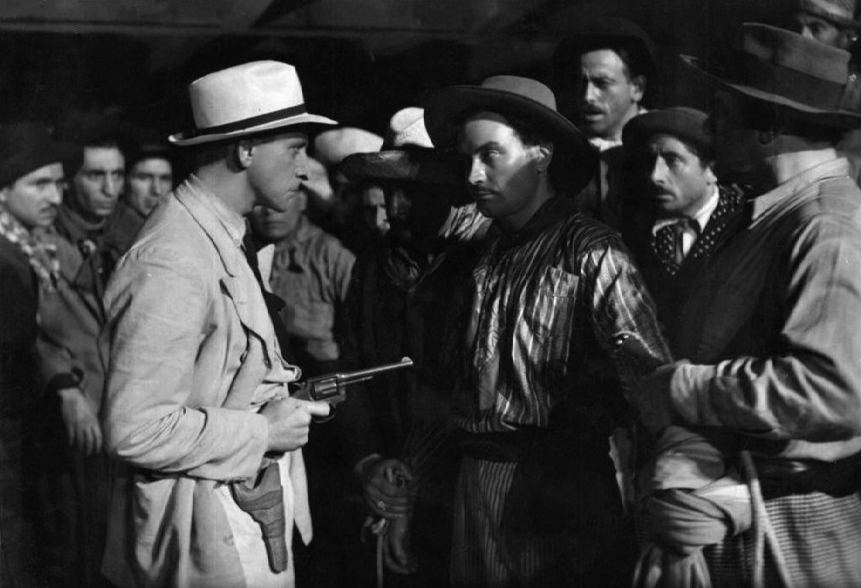
Escena de Prisioneros de la tierra (1939) de Mario Soffici, nombrada en varias ocasiones como la mejor película argentina de todos los tiempos.

El cine industrial argentino surgió en 1933 con la creación de sus primeros y más destacados estudios cinematográficos, Argentina Sono Film y Lumiton, que estrenaron ¡Tango! y Los tres berretines, respectivamente, dos películas fundacionales que inauguraron la era del cine sonoro. Aunque no fueron producciones nacionales, las películas de 1931-1935 realizadas por Paramount Pictures con el astro del tango Carlos Gardel influyeron decisivamente en el surgimiento y popularización del cine sonoro argentino. La naciente industria cinematográfica creció sostenidamente, acompañada por la aparición de otros estudios como SIDE, Estudios Río de la Plata, EFA, Pampa Film y Estudios San Miguel, entre otros, que desarrollaron una cadena continua de producción y distribución. El número de películas realizadas en el país se multiplicó por 25 entre 1932 y 1939, más que en cualquier otro país de habla hispana. En 1939, Argentina se consolidó como el primer productor mundial de películas en español, posición que mantuvo hasta 1942, año en que la producción cinematográfica alcanzó su punto máximo.

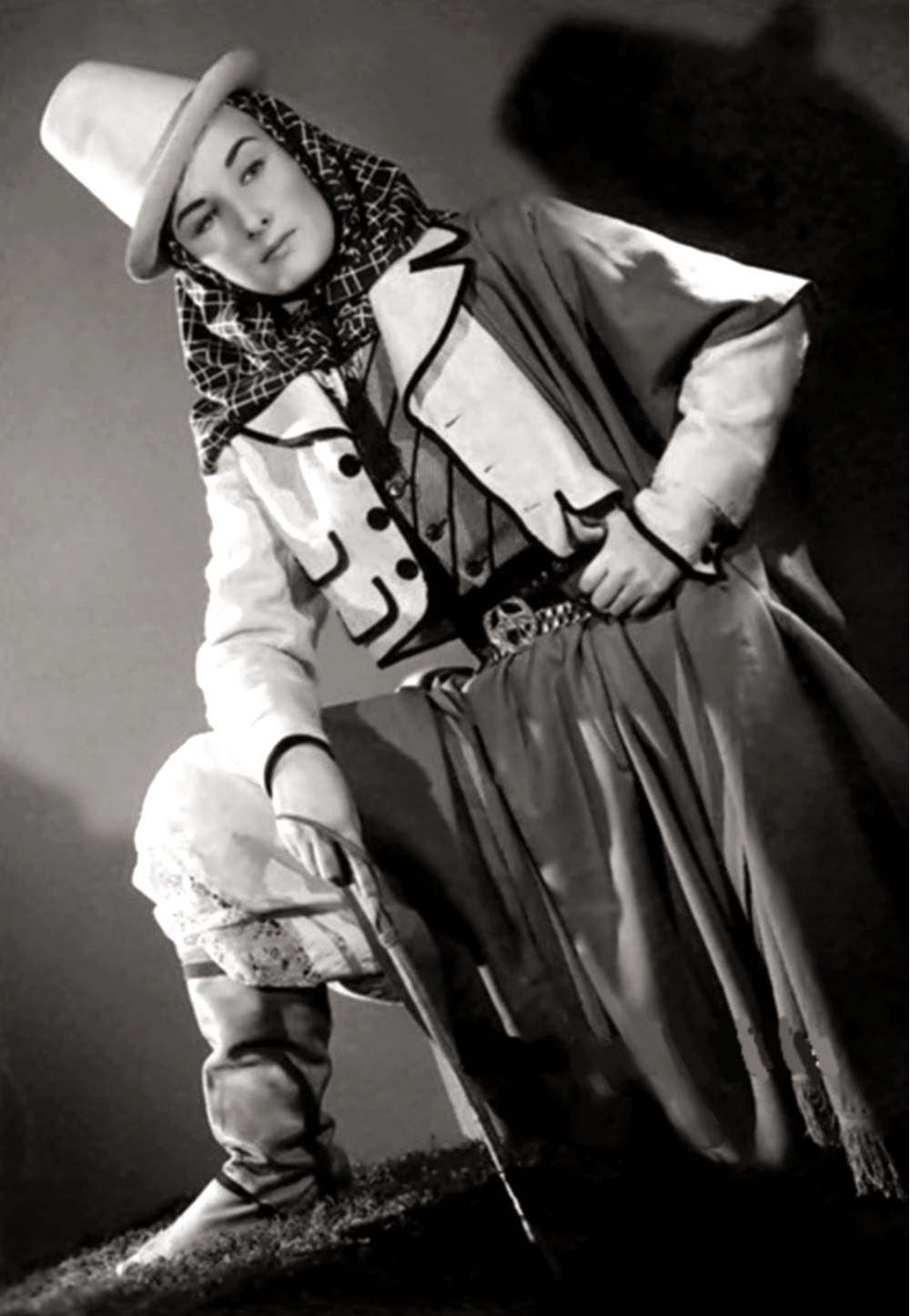
Mirtha Legrand en Vidalita (1949) de Luis Saslavsky.

En el cine clásico argentino, los géneros cinematográficos se configuraron casi siempre como híbridos, con el melodrama emergiendo como el modo reinante del período. Su público inicial fueron las clases trabajadoras urbanas, por lo que sus contenidos estuvieron fuertemente enraizados en su cultura, destacándose el tango, los radioteatros y los géneros teatrales populares como el sainete o la revista. Estas formas de cultura popular se convirtieron en las principales raíces de la industria cinematográfica, de la que provenían muchos de sus principales intérpretes, directores y guionistas. Gran parte de los temas que definieron al cine sonoro argentino en sus comienzos fueron heredados del período silente, entre ellos la oposición entre el campo y la ciudad, y el interés por representar el mundo del tango. Con el aumento de la prosperidad de la industria a fines de la década de 1930, los personajes burgueses pasaron de ser villanos a protagonistas, en un intento de atraer a las clases medias y sus aspiraciones. A partir de mediados de la década de 1940, el cine argentino adoptó un estilo «internacionalista» que minimizaba las referencias nacionales, incluyendo el desuso del dialecto local y un mayor interés en adaptar obras de la literatura universal.
A partir de 1943, como respuesta a la neutralidad argentina en el contexto de la Segunda Guerra Mundial, Estados Unidos impuso un boicot a la venta de material fílmico al país, lo que provocó que el cine mexicano desplazara a Argentina como líder del mercado en español. Durante la presidencia de Juan Perón (1946-1955), se adoptaron medidas proteccionistas, las cuales lograron revitalizar la producción cinematográfica argentina. Sin embargo, la fragilidad financiera de la industria llevó a su paralización una vez derrocado Perón en 1955 y finalizadas sus medidas de estímulo. Con el sistema de estudios entrando en su crisis definitiva, el período clásico llegó a su fin al tiempo que surgían nuevos criterios para producir y hacer cine, entre ellos la irrupción del modernismo y el cine de autor, así como un mayor protagonismo del cine independiente. La creación del Instituto Nacional de Cinematografía (INC) en 1957 y la labor innovadora de figuras como Leopoldo Torre Nilsson dieron lugar a una nueva ola de cineastas en la década de 1960, que se opusieron al cine «comercial» y experimentaron con nuevas técnicas cinematográficas.

### Intentos de renovación y la Generación del Sesenta (1956-1969)

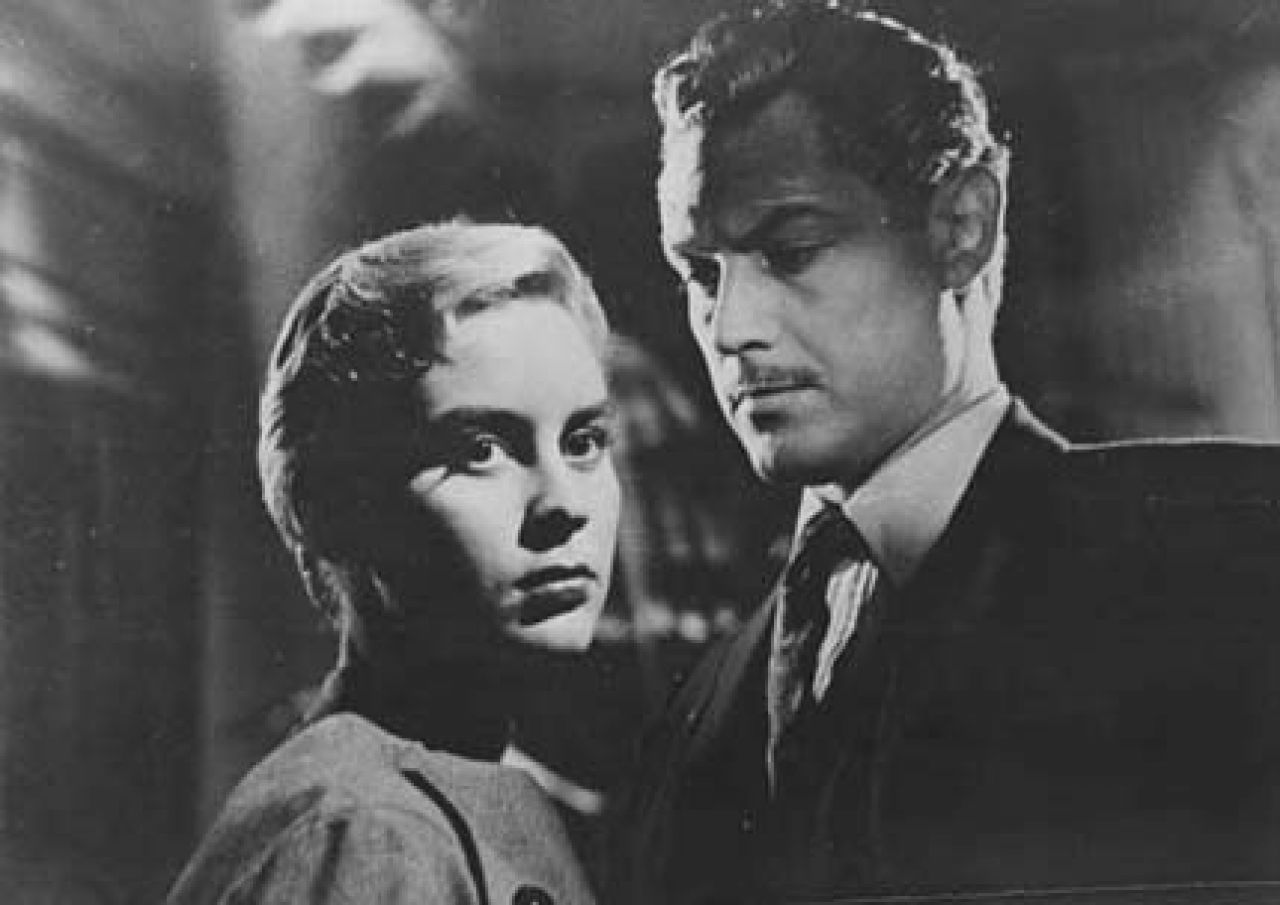
Los actores Elsa Daniel y Lautaro Murúa en el filme La casa del ángel (1957) de Leopoldo Torre Nilsson.

La crisis política y, sobre todo, la crisis económica a partir de la irrupción del régimen golpista de 1955 paralizaron, en un primer momento, la industria cinematográfica y transformaron su estructura. La autodenominada Revolución Libertadora eliminó el sistema crediticio que había inflado las producciones, haciendo bajar el nivel y enriqueciendo a las grandes empresas. Hubo un decrecimiento en la producción (pasando de cuarenta y tres películas, en 1955, a doce en 1957), varias empresas entraron en quiebra y algunos estudios debieron cerrar. El lugar que ocupaban pocos grandes productores pasó a ser de muchos pequeños independientes. Con la fundación del Instituto Nacional de Cine en 1957, se creó un sistema de fomento estatal y se facilitó la importación de películas extranjeras.
En 1958, nació Directores Argentinos Cinematográficos (DAC), de la fusión de la Sociedad Argentina de Directores Cinematográficos (SADIR, creada en 1945) y la Agrupación de Directores de Películas (ADP, en 1956). Agrupaban por separado a directores identificados con el peronismo y con el antiperonismo.
El modelo de la nouvelle vague francesa estimuló a algunos a intentar algo similar: los cineclubs incrementaron su actividad, aparecieron revistas especializadas como Cuadernos de cine (siguiendo el modelo de Cahiers du Cinéma) y Tiempo de Cine y fueron abordados algunos experimentos cinematográficos.
Los cineastas recibieron un impulso gracias al éxito internacional de La casa del ángel (1957) de Leopoldo Torre Nilsson, quien impulsó a la generación del '60, cuando destacaron directores como Lautaro Murúa, David José Kohon, Fernando Birri, Rodolfo Kuhn y Manuel Antín.

### La primera parte de la década de 1970
En la década de 1970 se produjeron algunas de las películas argentinas más taquilleras como Nazareno Cruz y el lobo (1975) y Juan Moreira (1973), ambas de Leonardo Favio y El santo de la espada (1970), de Torre Nilsson.
En el cine independiente se destacó el estreno en 1969 de la ópera prima de Alberto Fischerman, The Players vs. Ángeles caídos. La película, un trabajo experimental con elementos reconocibles de la cultura pop, se presentó como ejemplo de cine-participación.

### Cine en dictadura

#### La reducción de la industria (1974-1979)

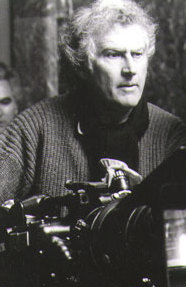
Fernando «Pino» Solanas en 1985.

Tras la muerte del presidente Juan Perón en 1974, se debilitó el gobierno democrático. Con la asunción de María Estela Martínez de Perón, las presiones militares se incrementaron y, el 24 de marzo de 1976, inició la última dictadura que afectaría al cine nacional.

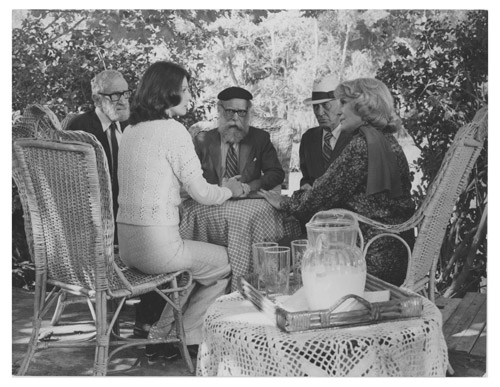
Escena de Los muchachos de antes no usaban arsénico, dirigida por José Martínez Suárez en 1979.

Si bien la reducción de esta industria se dio al comienzo de la dictadura, durante el gobierno anterior se sancionaron leyes que atentarían contra el cine argentino:
- El congelamiento del proyecto de ley de cine: elaborado entre 1973 y 1974, refrendado por la mandataria argentina, fue archivado casi de inmediato durante su gobierno.
- Paralización de las actividades en las organizaciones gremiales de la industria: cesó casi la vida de la mayor parte de los gremios.
- Censura y prohibición de películas: La situación quedó en términos aún más graves de lo que era antes de 1973. Muchas películas importantes fueron prohibidas e incluso, a lo largo del Proceso de Reorganización Nacional, algunos directores filmaron bajo seudónimos.[69]

La industria tuvo que reducir sus producciones por las complicaciones económicas y financieras a consecuencia del gran impacto inflacionario que implicó el estallido del plan económico del ministro de las fuerzas armadas.
La hostil situación social alcanzó a grandes personalidades como Octavio Getino, Fernando Pino Solanas, Humberto Ríos, entre otros, quienes debieron exiliarse: la mejor opción para quienes desobedecieran los lineamientos dictatoriales, ya que otros cineastas como Raymundo Gleyzer y Pablo Szir fueron desaparecidos.
Esta industria comenzó a experimentar una gran disminución tanto en calidad como en cantidad: de cuarenta largometrajes realizados en 1974, se descendió a 32 en 1975, cayendo de forma abrupta a 16 en 1976 y 15 en 1977, para recuperarse recién en 1979 con 31. Las pocas producciones estaban ligadas a géneros de comedia, con un humor relacionado con lo sexual o comedias que reivindicaban los valores de la familia, interpretadas por famosos como Alberto Olmedo, Jorge Porcel y «Palito» Ortega. En ese periodo, surgió un oligopolio productivo liderado por Aries Cinematográfica Argentina y, en menor medida, por Argentina Sono Films. En 1978, mediante diversos estímulos, el gobierno militar logró que la industria cinematográfica se recuperase en cantidad, pero no en calidad artística y estética, limitándose a financiar películas comerciales con poco valor cultural.
Uno de los géneros más exitosos de la última dictadura cívico-militar fue la comedia picaresca, cuyo mayor exponente fue la serie protagonizadas por el dúo cómico de Olmedo y Porcel para Aries Cinematográfica Argentina. Se caracterizaban por su «contenido sexual ligero, el abordaje de temas prohibidos como la infidelidad y la disociación entre sexo y amor, el uso de doble sentido y la presencia de mujeres-objeto con escasa ropa». La comedia picaresca fue el «género que más eludió la censura durante la dictadura». Esto se debió a que, a pesar de su contenido subido de tono, las películas no incluían desnudos ni contenido sexual explícito, por lo que eran toleradas por el ECC. Las comedias picarescas eran «esencialmente conservadoras ya que la mayoría exaltaba el matrimonio, los roles tradicionales de género y el decoro, y las tramas solían castigar a los personajes sexualmente liberados». Aries se convirtió en la productora de mayor actividad durante esa dictadura, más de la mitad de sus títulos en ese período fueron las picarescas de Olmedo y Porcel.

#### Falso auge (1980-1982)
La industria cinematográfica nacional se encontró paralizada a causa de la dictadura. Este periodo se ha denominado como «falso auge» (Getino, 1998) debido a que fue a partir de 1980 que se comienza a recuperar el nivel de producciones fílmicas de periodos anteriores (en ese año se estrenaron 34); sin embargo, esto solo se considera un auge cuando se toma a comparación el periodo de «sequía» productiva vivido entre 1976 a 1978.

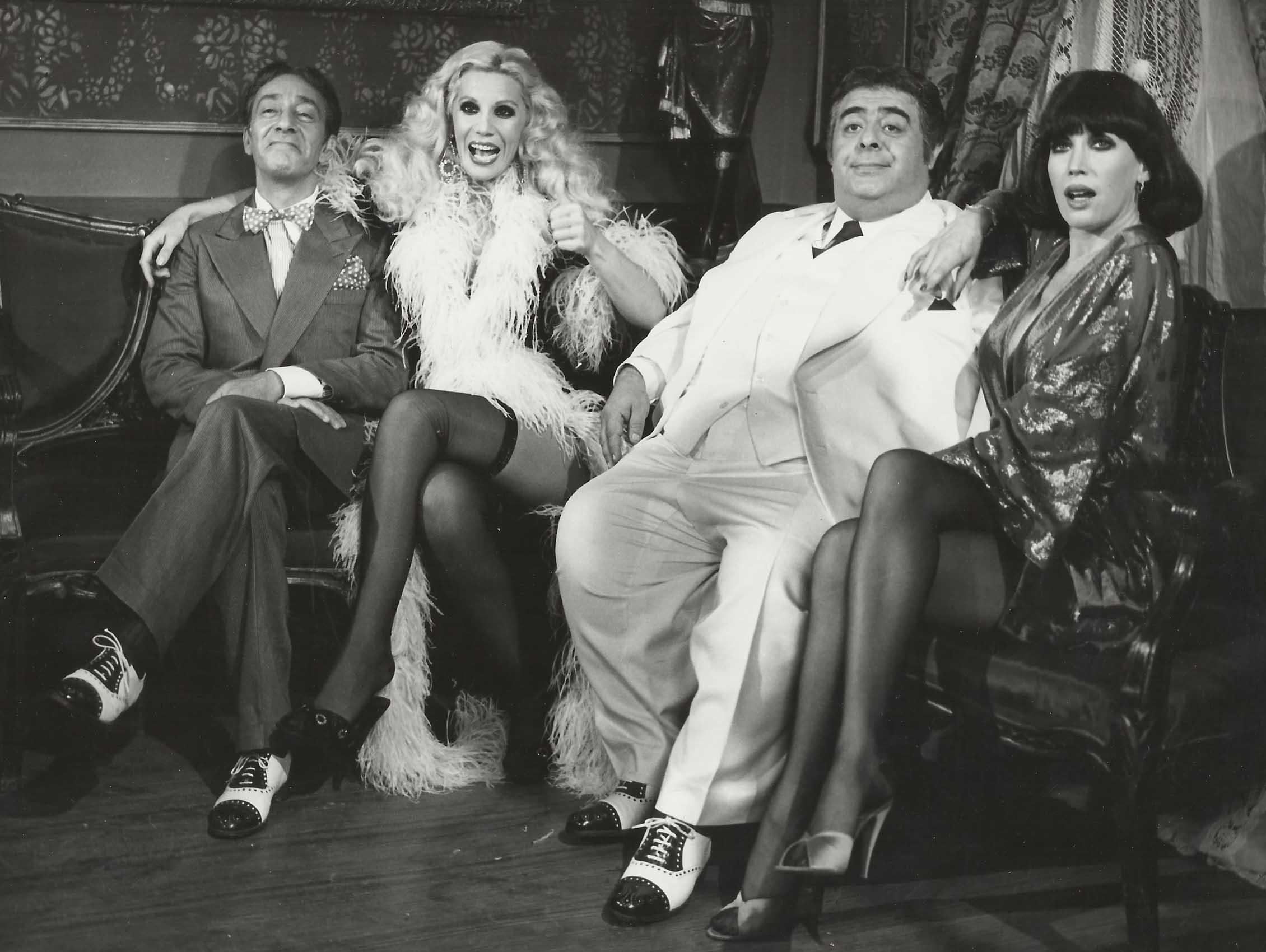
Las mujeres son cosa de guapos, película de 1981 dirigida por Hugo Sofovich.

En aquel momento, el Instituto Nacional de Cinematografía (INC), rebautizado Instituto Nacional de Cine y Artes Audiovisuales (INCAA), logró repuntar la industria a un alto costo; entre ellos «discriminar» a sectores sociales más populares donde no podían consumir películas como venía haciéndose, de forma periódica, esto a raíz de una suba en las tarifas de los boletos, hasta ese entonces nunca visto en la historia del cine argentino, según Getino. Es posible argumentar que esta limitación de acceso para los sectores más populares tenía fines ideológico-políticos. El público al que se orientaban las producciones eran personas que oscilaban entre las clases media y alta. Fue notable un fuerte enfoque en la experiencia de amplios sectores urbanos como ciudad 
de Buenos Aires o el Gran Buenos Aires. 
Se notaba una disminución de calidad, más evidenciada hacia finales de este periodo.
Durante esa dictadura abundaron las listas negras y grises que buscaban censurar a toda persona contraria al gobierno militar; esto llevó a muchos (directores, productores, etcétera) a verse en una situación dificultosa al conseguir trabajo en el país. 
De igual forma, tanto productoras (Aries) como personas del medio compartían ideales y lineamientos tanto económicos como políticos exigidos por las fuerzas armadas. Como menciona Getino, quienes se vieron muy beneficiados fueron «las productoras y distribuidoras extranjeras, particularmente norteamericanas, que incrementaron su poder sobre el mercado argentino en dichos años».
La Junta militar logró imponer muchas limitaciones al cine pero, a pesar de ello, ideas como la libertad de mercado y/o de expresión lograron introducirse en dicha industria; en gran parte esto fue posible gracias a presiones de empresas extranjeras.
A pesar del accionar militar, según Getino: «La concentración económica y el predominio de los monopolios y oligopolios experimentados en los últimos años del “Proceso” para perjuicio de la pequeña y mediana empresa, encontró en el cine argentino a diversos grupos que se vieron privilegiados con esa situación».

#### Aires de cambio (1982-1983)
Entre 1976 y 1980 la industria nacional debió soportar la presión económica de una política que buscó reducir y casi eliminarla. Dice Getino: «El fracaso de dicha política en este contexto nacional permitirá un renacimiento de las esperanzas a partir de 1981».
Es que en 1981, luego del intento por desmantelarla, comenzaba a recuperarse gracias al apoyo de las grandes distribuidoras y de las principales cadenas de exhibición, ya que el hecho de que «la moneda nacional llegara a cinco dólares harían que el mercado argentino se convirtiera en uno de los más lucrativos de la región», mejorando el comercio -comparado con años anteriores-.
Luego del «primer gran impacto inflacionario en 1981», comenzaron a surgir problemas económicos y financieros, aumentaron los costos y los contratos se vieron obligados a renegociar el precio del peso frente al dólar; la brecha era cada vez más corta y la situación económica en extremo inestable, hasta que con la Guerra de Malvinas se produjo el golpe definitivo a la política, el contexto nacional fuera a la debacle, tanto en el desarrollo como en la economía, tornando inviable al país.
En 1982, la producción argentina cayó: solo se produjeron 17 películas; ese deterioro estimuló al gobierno a invertir en el cine con voluntad de cambio. Esto se había venido insinuando con algunas producciones, entre las que se destacó Tiempo de revancha (1981), de Adolfo Aristarain, una lúcida alegoría de la situación de violencia y represión.
Fernando Ayala, en Plata dulce (1982), describió la situación experimentada en algunos sectores en los años recientes, dedicados a sobrevivir o a aprovecharse de la corrupción financiera impuesta por la dictadura.

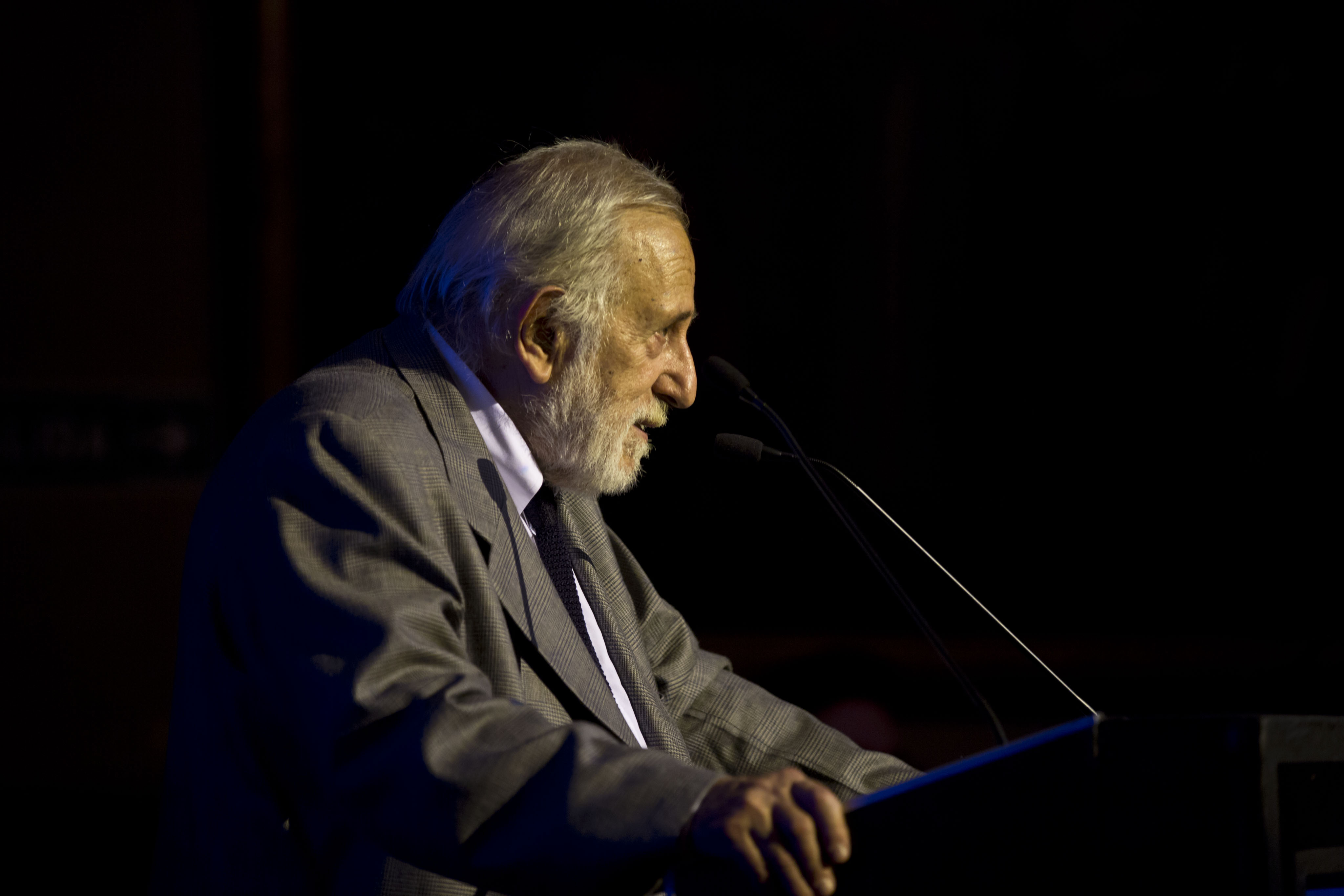
Adolfo Aristarain, director de la película Tiempo de revancha.

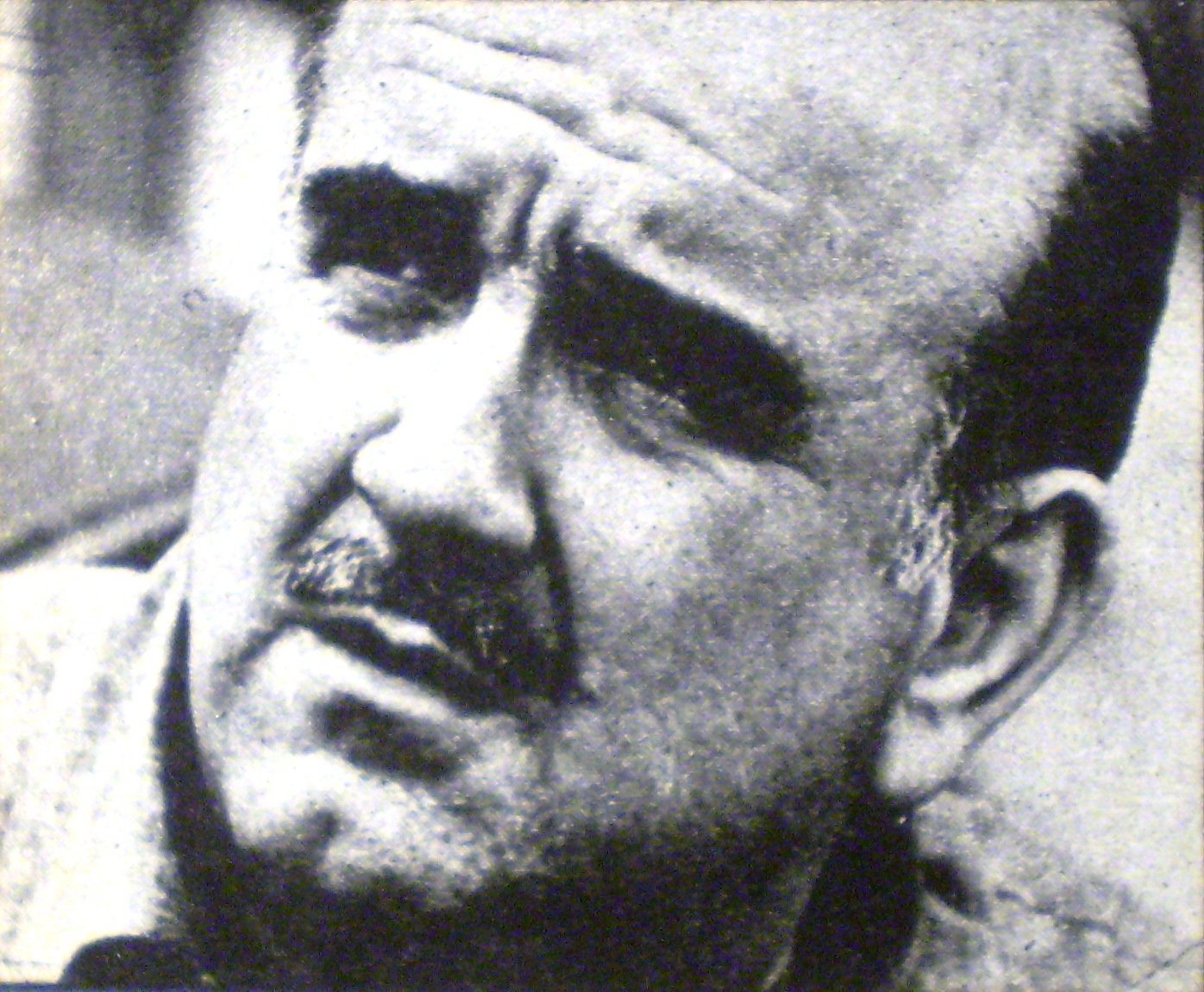
Fernando Ayala, director de la película Plata dulce.

### En la recuperación democrática

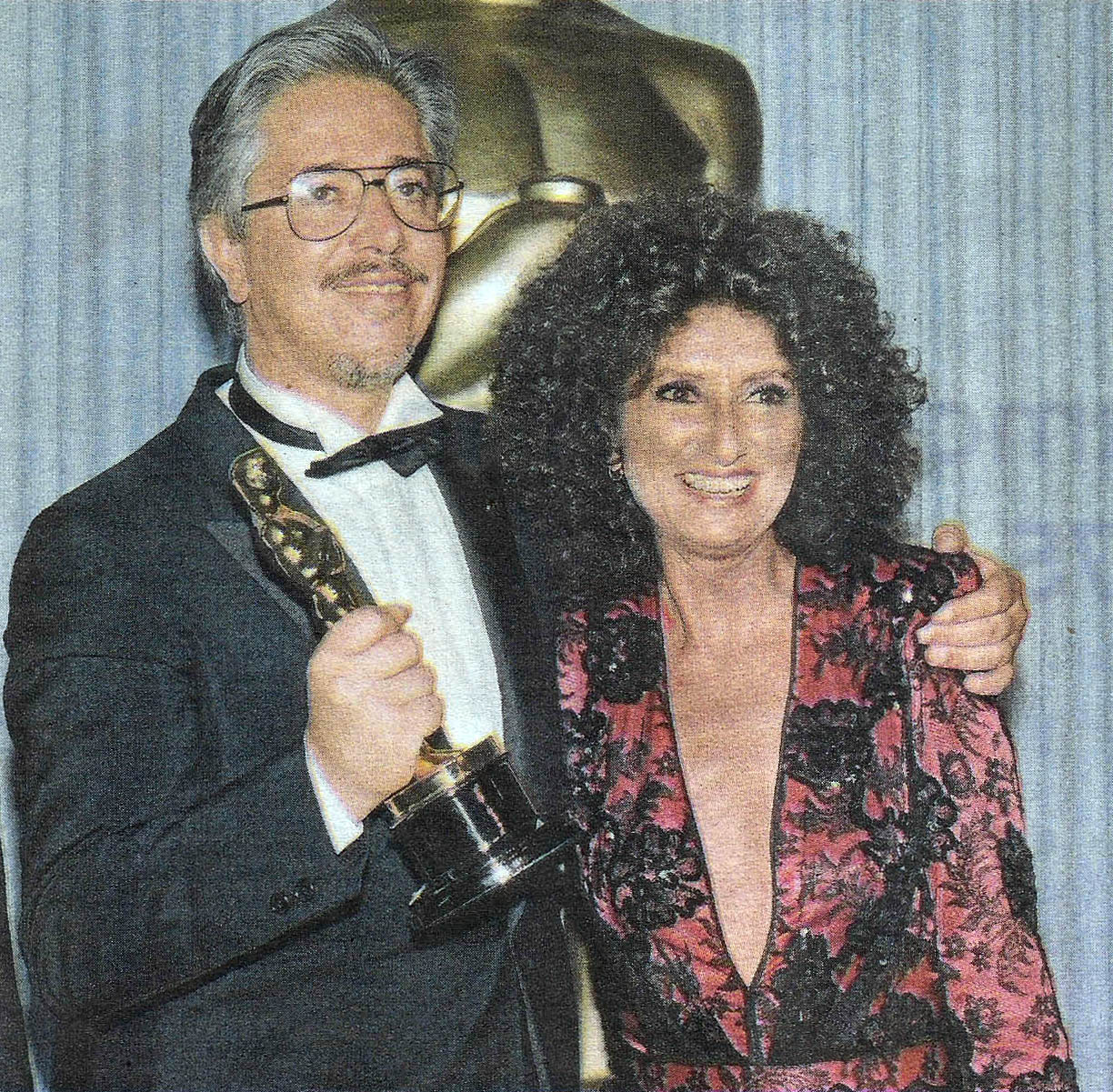
Luis Puenzo y Norma Aleandro después de recibir el premio Óscar a la Mejor película extranjera por La historia oficial (1986)

El cine postdictadura de los '80 y principios de los '90 partía de la necesidad de transmitir un mensaje a los argentinos como grupo social homogéneo, representado muchas veces por una familia (Esperando la carroza o La historia oficial). El director priorizaba el enunciado en su corrección ideológica y su deseo de enmendar injusticias históricas mediante textos dichos por los personajes. La trama era una alegoría de lo que pasaba afuera de la película, ya reflejado en los diarios. Las películas eran alegorías que forzaban lo que sucedía en el mundo exterior (por ejemplo, las de Eliseo Subiela).
En la década de los '80, realizadores como María Luisa Bemberg con Camila (1984), Solanas (El exilio de Gardel (Tangos) y Sur), Aristarain (Tiempo de revancha y Un lugar en el mundo), Subiela (Hombre mirando al sudeste) y Héctor Olivera (La Noche de los Lápices) atrajeron nuevos públicos. En este período, se destacó La historia oficial, de Luis Puenzo, que logró el Premio Óscar a mejor película extranjera en 1986.

### Elnuevo cine argentino
El sintagma Nuevo Cine Argentino (NCA) rápidamente se impuso al de «Generación del noventa», que había sido inicialmente propuesto como una referencia por oposición al de «Generación del sesenta», movimiento cinematográfico renovador (ver Antecedentes) que tuvo lugar aproximadamente de 1955 a 1969.
El término Nuevo Cine Argentino fue primeramente acuñado por la crítica y aparece como título del libro de Horacio Bernardes, Diego Lerer y Sergio Wolf Nuevo cine argentino: Temas, autores y estilos de una renovación, publicado por primera vez en 2002. En 2003 Fernando Martín Peña publicó su libro Generaciones 60/90. Cine Argentino Independiente, el cual se proponía acercar a las generaciones del sesenta con las del noventa, encontrando continuidades que contrarrestan la pretensión de "orfandad" estilística que sostenían muchos de los realizadores del NCA.
El puntapié inicial del movimiento lo da Martín Rejtman, escritor y cineasta, con su primera película, Rapado. Filmada en 1991 pero estrenada comercialmente en 1996, se basa en el libro homónimo de relatos de Rejtman. Minimalista al extremo, la simple puesta del filme sienta las bases para gran parte del cine que vino después. Otros antecedentes fílmicos son Picado fino (Esteban Sapir, 1995), las películas de Raúl Perrone (Ángeles, 1992; Labios de churrasco, 1994) y las de Alejandro Agresti (El amor es una mujer gorda, 1987; Boda secreta, 1989; El acto en cuestión, 1993).
En 1994 se produce la sanción de la Ley de cine (ley N.º 24.377/94), que establece la autarquía del INCAA y la forma de financiamiento, lo que dio un impulso a la producción de películas con respecto a los años previos. El nuevo cine encontró dos aliados importantes en la crítica especializada (sobre todo de las revistas El amante y Film) y los festivales como el BAFICI y el Festival Internacional de Cine de Mar del Plata. Todos estos factores contribuyeron a consolidar este nuevo cine. Otro hecho paralelo de importancia fue la creación por Ley 25.119 de 1999 de la Cinemateca y Archivo de la Imagen Nacional (CINAIN).
En paralelo, durante este período se produce un crecimiento sostenido en el número de alumnos y de escuelas de cine en Argentina. Se produce una gran cantidad de cortometrajes y surgen dos importantes corrientes: el costumbrismo social, austero y realista, generalmente en blanco y negro; y un cine más ligado a indagar en cuestiones de identidad y género (conocido como Gender Cinema en otros países), personal e intimista.
En 1995, se estrena, bajo el nombre de Historias breves, un conjunto de cortos ganadores de un concurso del INCAA. Lo que empezó como una simple muestra pasó a tener una importante repercusión crítica y de público. Casi todos los realizadores tenían alrededor de veinticinco años, y habían pasado por alguna escuela de cine. Dentro de este proyecto se pueden citar los nombres de Israel Adrián Caetano, Bruno Stagnaro, Sandra Gugliotta, Daniel Burman, Lucrecia Martel y Ulises Rosell, que luego toman un rol preponderante en el movimiento del Nuevo Cine Argentino. 
Los primeros en llegar al largometraje son Caetano y Stagnaro, con el éxito de crítica y de público de Pizza, birra, faso (1997), y Daniel Burman con su ópera prima Un crisantemo estalla en Cincoesquinas (1997), una sorprendente aventura con toques de spaghetti western, que remite a un nuevo mundo, completamente ficcional e imaginario, ligado a una Latinoamérica mítica y mística. Pizza, birra, faso creó una vertiente costumbrista dentro del nuevo cine argentino que fue la más difundida y exitosa internacionalmente. En este marco se inscriben: Mundo grúa (1999, Pablo Trapero), Bonanza (2001, Ulises Rosell), Modelo 73 (2001, Rodrigo Moscoso), La libertad (2001, Lisandro Alonso) y Bolivia (Israel Adrián Caetano, 2001), entre otros títulos.
En la vertiente más experimental del nuevo cine argentino se destaca el nombre de Pablo César, quien dirigió obras importantes como la película surrealista-musical Fuego gris (1994), parcialmente basada en música original compuesta para el film por Luis Alberto Spinetta, y Afrodita, el jardín de los perfumes (1997), su relectura —con un estilo influenciado por Pier Paolo Pasolini— de un mito imaginario de Malí (África). Dentro de este estilo se puede mencionar también la ópera prima de Mariano Galperín 1000 boomerangs (1994), que aborda con un humor absurdo y sutil el paso de una banda de rock inglesa de paso por La Pampa. A esta película de Galperín le siguió Chicos ricos (2001), esta vez con el moderno aporte de la música original de Flavio Etcheto y la banda Trineo. Otro punto alto de esta vertiente es la ópera prima de Eduardo Capilla, + bien (2001), protagonizada por Gustavo Cerati y Ruth Infarinato, con una originalísima puesta visual y narrativa y la música original del mismo Cerati.
En lo que respecta a directoras mujeres se destaca la obra de Lucrecia Martel. La ópera prima de Martel, La Ciénaga (2000), fue producida por Pedro Almodóvar y, si bien tuvo escaso éxito comercial, fue bien recibida por la crítica internacional, ganando premios en el Festival de Cine de Sundance, La Habana y obteniendo una nominación al Oso de Oro en el Festival de Berlín. Se destacan también los cortos de Eloísa Solaas (Lila y Todas las cosas), Violeta Uman (Clarilandia, gotas de amor) y Albertina Carri (Barbie también puede estar triste) y los largometrajes de Daniela Cugliándolo (Herencia) y de Verónica Chen (Vagón fumador).

### SigloXXI
Desde septiembre de 2004, la Academia de las Artes y Ciencias Cinematográficas de Argentina selecciona a la representante para el Óscar. De sus presentaciones en este período, tres fueron nominadas: El secreto de sus ojos (ganadora), Relatos salvajes y Argentina, 1985.

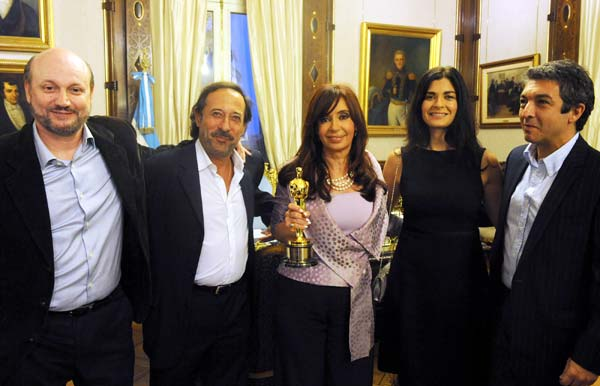
El secreto de sus ojos, ganadora del premio Óscar a mejor película extranjera en 2010.

Dentro del cine mainstream se destaca Campanella, quien dirigió El mismo amor, la misma lluvia (1999), El hijo de la novia (2001) y Luna de Avellaneda (2004). Su mayor éxito llegó en 2009 con El secreto de sus ojos, una de las más taquilleras de la historia del cine nacional y en 2010 ganó el Óscar a mejor película internacional.
En las primeras dos décadas del siglo XXI se dio el surgimiento de nuevos directores con éxito de público y crítica. Damián Szifron, quien obtuvo reconocimiento nacional por su serie de televisión Los simuladores, dirigió la antológica Relatos salvajes, éxito de taquilla en 2014. En comedia se destaca la obra de Ariel Winograd, quien dirigió Mi primera boda (2011), Vino para robar (2013), Mamá se fue de viaje (2017) y El robo del siglo (2020).
En el cine independiente y comunitario, se destacan Raúl Perrone y José Celestino Campusano con presupuestos limitados y estilo directo.

## Cine de género
Los géneros cinematográficos están siendo revalorados en Argentina, no solo por los directores que los abordan, sino por el público, la crítica y los programadores. Surgen festivales destinados al género independiente, como el Buenos Aires Rojo Sangre, conocido como el BARS. No solo se realizan películas de terror y suspenso, sino policiales.

## Nominaciones argentinas al Óscar

### Mejor película internacional
| Película extranjera |                          |                      |           |                                                             |
| Año                 | Película                 | Director             | Resultado | Notas                                                       |
| 1974                | La Tregua                | Sergio Renán         | Nominada  | Perdió contra Amarcord de Federico Fellini (Italia).        |
| 1984                | Camila                   | María Luisa Bemberg  | Nominada  | Perdió contra La diagonal del loco (Suiza).                 |
| 1985                | La historia oficial      | Luis Puenzo          | Ganadora  | También recibió una nominación por Mejor guion original.    |
| 1998                | Tango, no me dejes nunca | Carlos Saura         | Nominada  | Perdió contra La vida es bella de Roberto Benigni (Italia). |
| 2001                | El hijo de la novia      | Juan José Campanella | Nominada  | Perdió contra En tierra de nadie (Bosnia).                  |
| 2009                | El secreto de sus ojos   | Juan José Campanella | Ganadora  | Primer director argentino nominado en dos oportunidades.    |
| 2014                | Relatos salvajes         | Damián Szifron       | Nominada  | Perdió contra Ida (Polonia).                                |
| 2022                | Argentina, 1985          | Santiago Mitre       | Nominada  | Perdió contra Sin novedad en el frente (Alemania)           |

## Premios internacionales al cine argentino

### Argentina en el Festival Internacional de Cine de Venecia
| Festival Internacional de Cine de Venecia |                                             |                             |                  |
| Año                                       | Premio                                      | Película                    | Ganador          |
| 1985                                      | León de Plata - Gran Premio del Jurado      | Tangos, el exilio de Gardel | Fernando Solanas |
| 2015                                      | León de Plata a la mejor dirección          | El Clan                     | Pablo Trapero    |
| 2016                                      | Copa Volpi — Mejor interpretación masculina | El ciudadano ilustre        | Oscar Martínez   |

### Argentina en el Festival Internacional de Cine de Berlín
| Festival Internacional de Cine de Berlín |                                                  |                              |                        |
| Año                                      | Premio                                           | Película                     | Ganador/a              |
| 1960                                     | Oso de plata a mejor cortometraje                | Diario                       | Juan Berend            |
| 1973                                     | Oso de Plata                                     | Los siete locos              | Leopoldo Torre Nilsson |
| 1974                                     | Oso de Plata                                     | La Patagonia rebelde         | Héctor Olivera         |
| 1984                                     | Oso de Plata — Gran Premio del Jurado            | No habrá más penas ni olvido | Héctor Olivera         |
| 2003                                     | Oso de Plata a mejor cortometraje                | En ausencia                  | Lucía Cedrón           |
| 2004                                     | Oso de oro — Premio honorífico                   | -                            | Fernando Solanas       |
| 2004                                     | Oso de Plata — Premio del Jurado                 | El abrazo partido            | Daniel Burman          |
| 2004                                     | Oso de Plata a la mejor interpretación masculina | El abrazo partido            | Daniel Hendler         |
| 2007                                     | Oso de Plata — Premio del Jurado                 | El otro                      | Ariel Rotter           |
| 2007                                     | Oso de Plata a la mejor interpretación masculina | El otro                      | Julio Chávez           |
| 2019                                     | Oso de Plata a mejor cortometraje                | Blue boy                     | Manuel Abramovich      |
| 2025                                     | Oso de Plata — Premio del Jurado                 | El mensaje                   | Iván Fund              |

## Festivales y premios de cine
- Premios Cóndor de Plata
- Festival Internacional de Cine de Mar del Plata
- Premio Sur
- Festival Internacional de Cine Independiente de Buenos Aires
- Buenos Aires Rojo Sangre
- Certamen Internacional de Cortometrajes Roberto Di Chiara[94]
- Festival de cine Latinoamericano de La Plata (FESAALP)[95]